# Miami Vice (film)
Miami Vice är en filmatisering av den amerikanska TV-serien Miami Vice. Filmen hade premiär i USA och Kanada den 28 juli 2006 och i Sverige den 11 augusti. Filmen är skriven och regisserad av Michael Mann som också skapade TV-serien.

## Handling
Detektiverna Sonny Crockett och Ricardo Tubbs jagar bland annat knarkrelaterade brottslingar i Miamis undre värld.

## Om filmen
- Miami Vice hade en budget på 130 miljoner dollar.

## Problem kring inspelningen
Filminspelningen var problematisk på flera sätt, bland annat kritiserades regissören Michael Mann för sina plötsliga manusförändringar som ledde till filminspelningar i ostadiga väderförhållanden på inspelningsplatser som var så farliga att till och med polisen undvek dem, vilket ledde till att olika gängmedlemmar anställdes som säkerhetsvakter. Jamie Foxx utmärkte sig som otrevlig att arbeta med. Han ville inte flyga reguljärt då han ställde krav på ett privatjet, vägrade filma båt- och flygscener, krävde mer i lön och klagade för att han inte behandlades som en "stjärna" efter sin Oscar, som han fick för Ray, efter att kontraktet skrivits på. Efter att riktiga skott avlossats på filminspelningsplatsen i Dominikanska republiken, så packade Foxx sina väskor och vägrade åka tillbaka, vilket gjorde att Michael Mann fick skriva om hela slutet till ett "mindre dramatiskt" än det var tänkt.

## Rollista (i urval)
- Colin Farrell - James "Sonny" Crockett
- Jamie Foxx	- Ricardo Tubbs
- Gong Li - Isabella
- Naomie Harris - Trudy Joplin
- Ciarán Hinds - FBI-agent Fujima
- Justin Theroux - Zito
- Luis Tosar - Arcángel de Jesús Montoya
- Barry Shabaka Henley - Castillo
- John Ortiz - José Yero
- Elizabeth Rodriguez - Gina Calabrese
- Isaac de Bankolé - Neptune